# Ravshan Kulob
El Ravshan Kulob es un club de fútbol de Tayikistán que juega en la Liga de fútbol de Tayikistán, la liga de fútbol más importante del país. 

## Historia
Fue fundado en el año 1965 en la ciudad de Kulob con el nombre FK Ansol Kulob, nombre que usaron hasta 2003, cuando fue renombrado FK Olimp-Ansol Kulob, y dos años después volvió a su denominación actual. Ha sido campeón de liga una vez y ha ganado un título de copa.

## Palmarés
- Liga de fútbol de Tayikistán: 2

2012, 2013
- Copa de Tayikistán: 2

1994, 2020
- Finalista: 2

1993, 2003

## Participación en competiciones de la AFC
| Temporada | Torneo  | Ronda          | Club               | Casa | Visita |
| --------- | ------- | -------------- | ------------------ | ---- | ------ |
| 2013      | AFC Cup | Fase de grupos | Al-Ramtha          | 0–1  | 0–5    |
| 2013      | AFC Cup | Fase de grupos | Al Shorta          | 1–3  | 0–2    |
| 2013      | AFC Cup | Fase de grupos | Al Qadsia          | 1–3  | 0–3    |
| 2014      | AFC Cup | Play-off       | Al Yarmuk Al Rawda | 2–1  | –      |
| 2014      | AFC Cup | Fase de grupos | Al-Suwaiq          | 0–5  | 1–3    |
| 2014      | AFC Cup | Fase de grupos | Safa               | 1–2  | 0–8    |
| 2014      | AFC Cup | Fase de grupos | That Ras           | 2–3  | 1–5    |